# Rastenberg
Rastenberg ist eine Stadt im thüringischen Landkreis Sömmerda. Sie gehört der Verwaltungsgemeinschaft Kölleda an.

## Geographie
Die Stadt liegt an der südwestlichen Abdachung der Finne mit Übergang in das Ackerbaugebiet des Thüringer Beckens. Die Landesstraße 1057 verbindet Rastenberg mit dem Umland. Das Flüsschen Lossa durchfließt von Norden kommend im Bogen die östliche Altstadt, südlich mündet der Rollbach.

### Stadtgliederung
Die Stadt besteht neben der Kernstadt aus den Ortsteilen Bachra, Roldisleben, Rothenberga und Schafau. Zur Kernstadt zählt außerdem die Siedlung Finneck. Die Siedlung liegt im Norden von Rastenberg am Stadtrand und ist über die Landstraße 2157 auf dem Weg nach Rothenberga erreichbar. Die Siedlung Finneck besteht aus mehreren Häusern und wird von einer Stiftung für behinderte Menschen genutzt.

## Geschichte

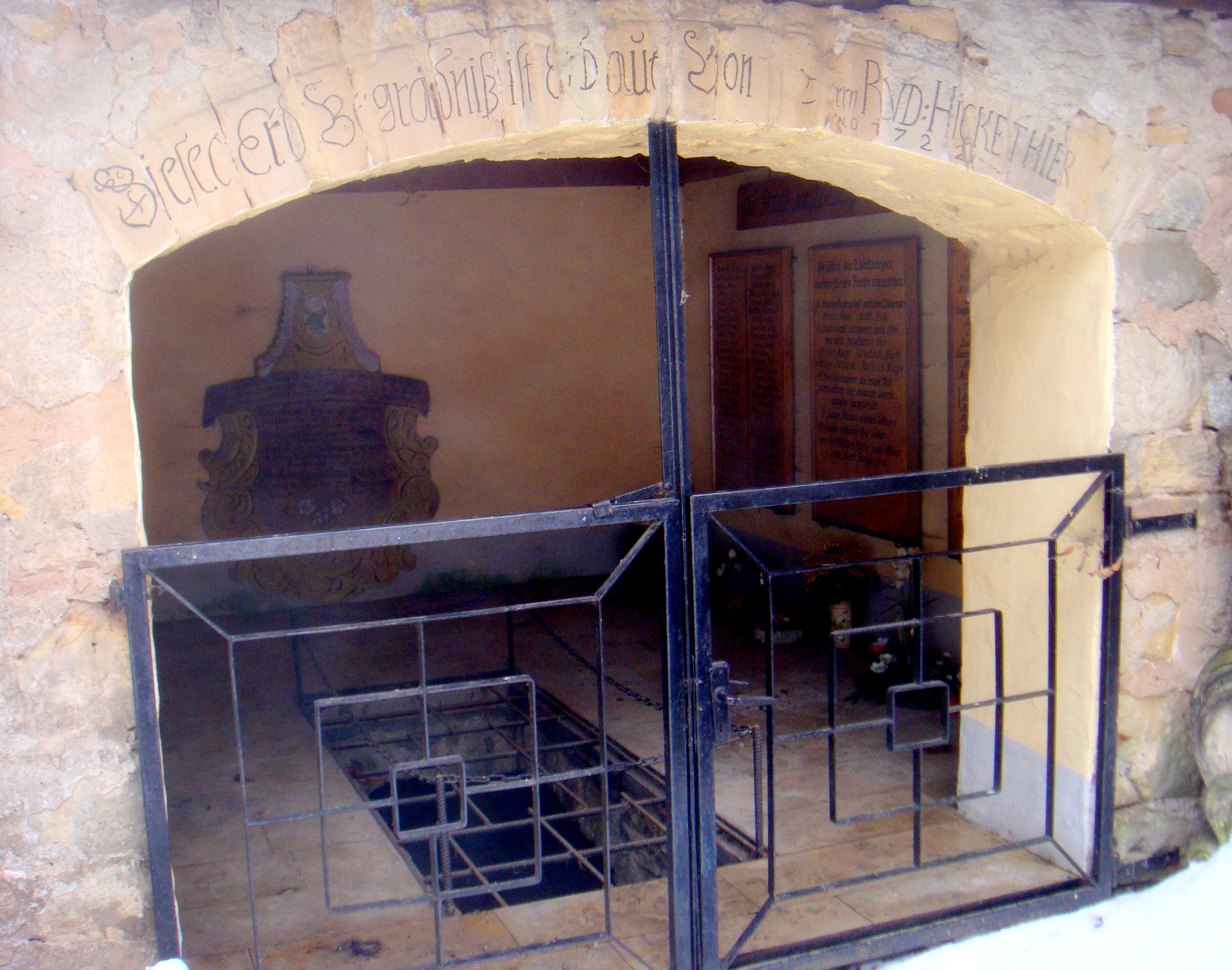
Erbbegräbnis der Familie Hickethier am Friedhofseingang

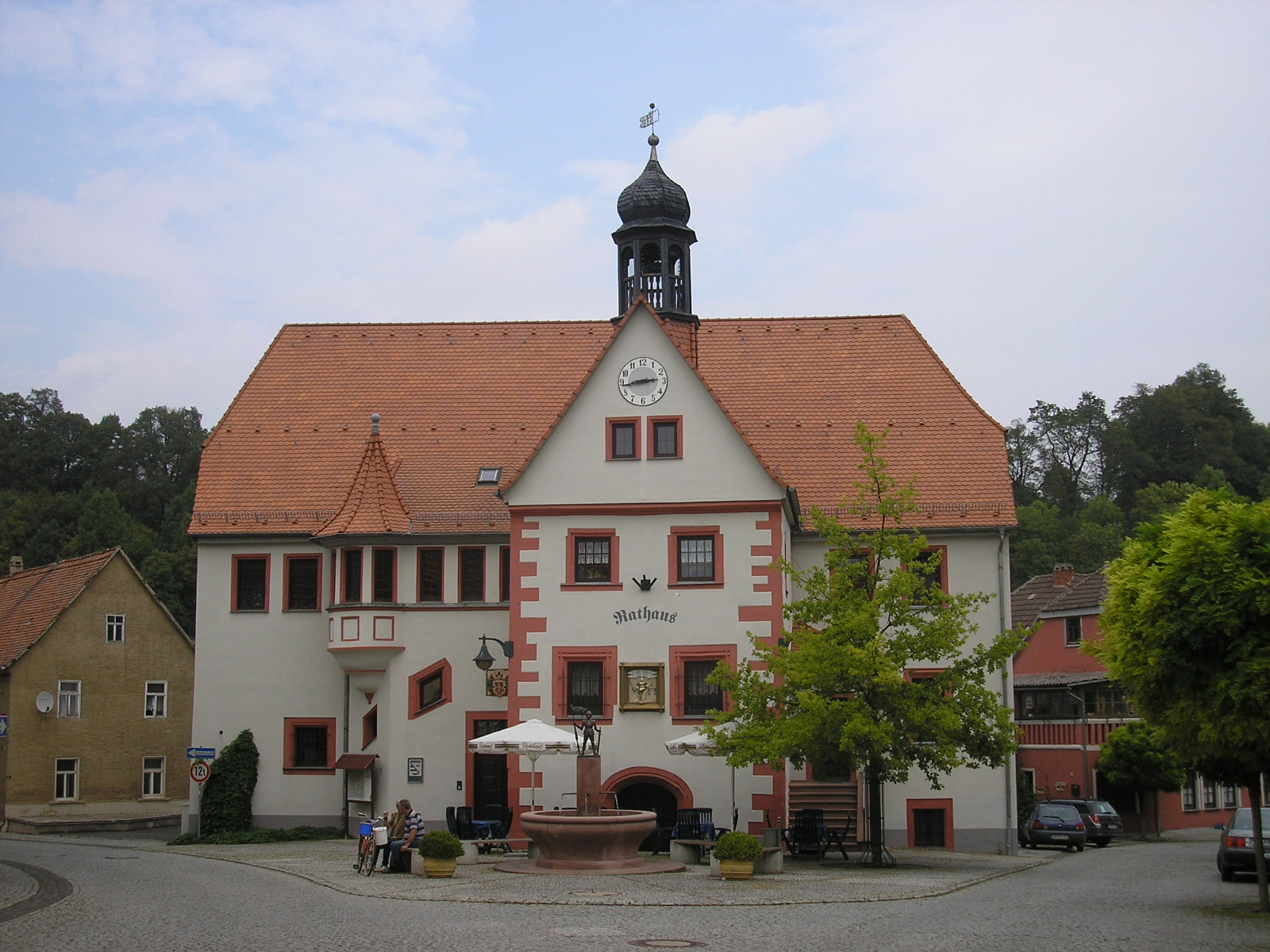
Rathaus

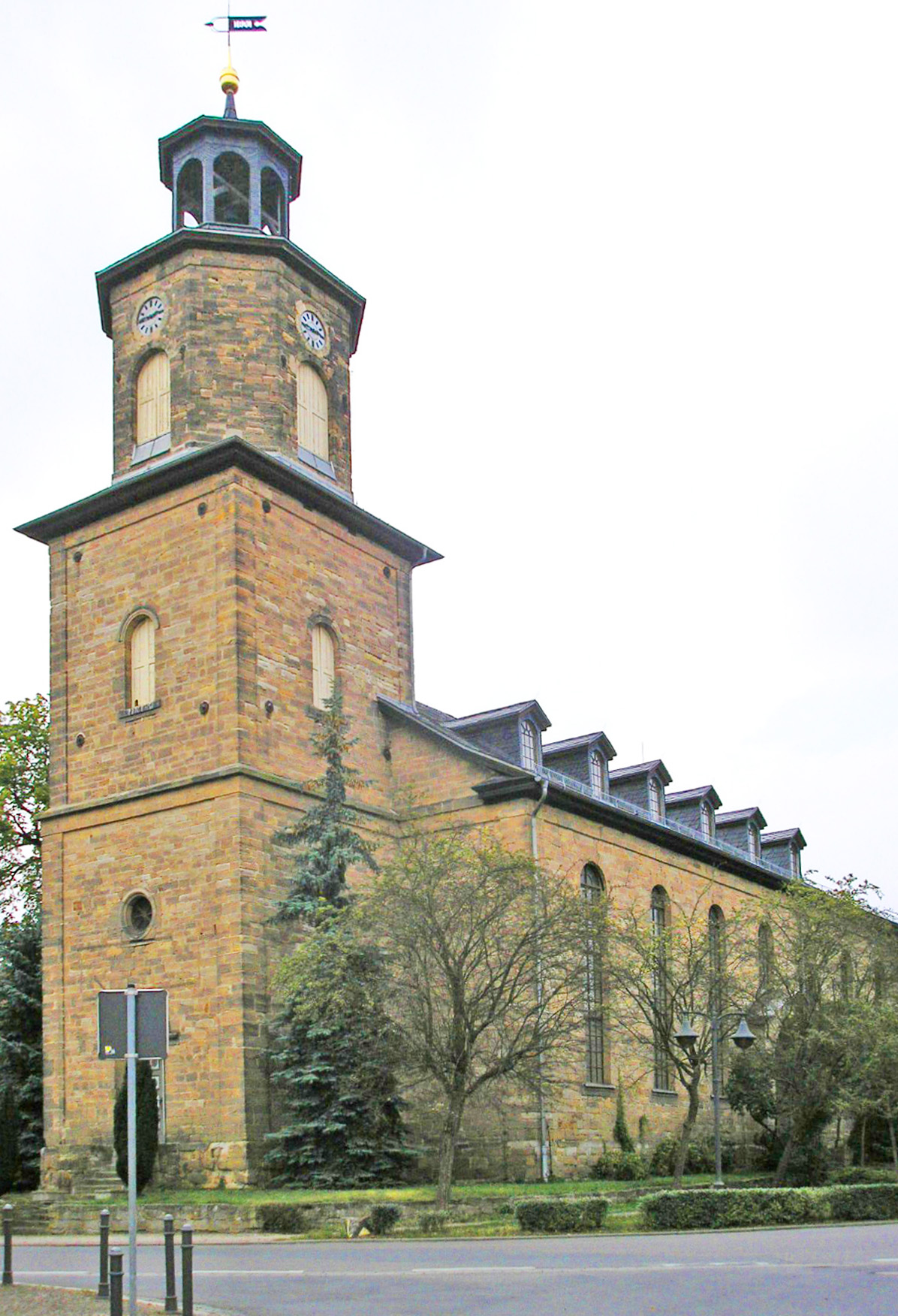
Stadtkirche

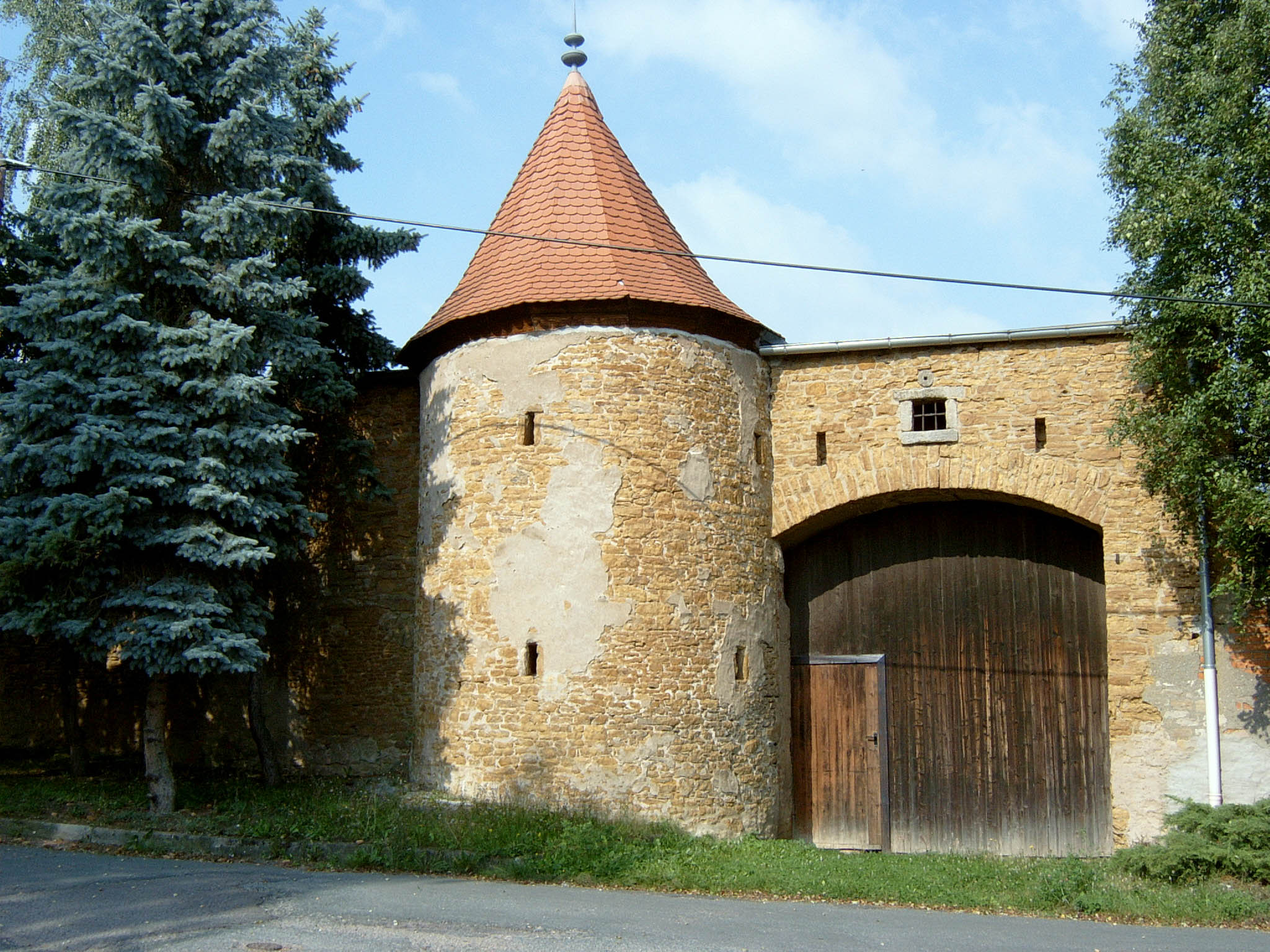
Stadtmauer

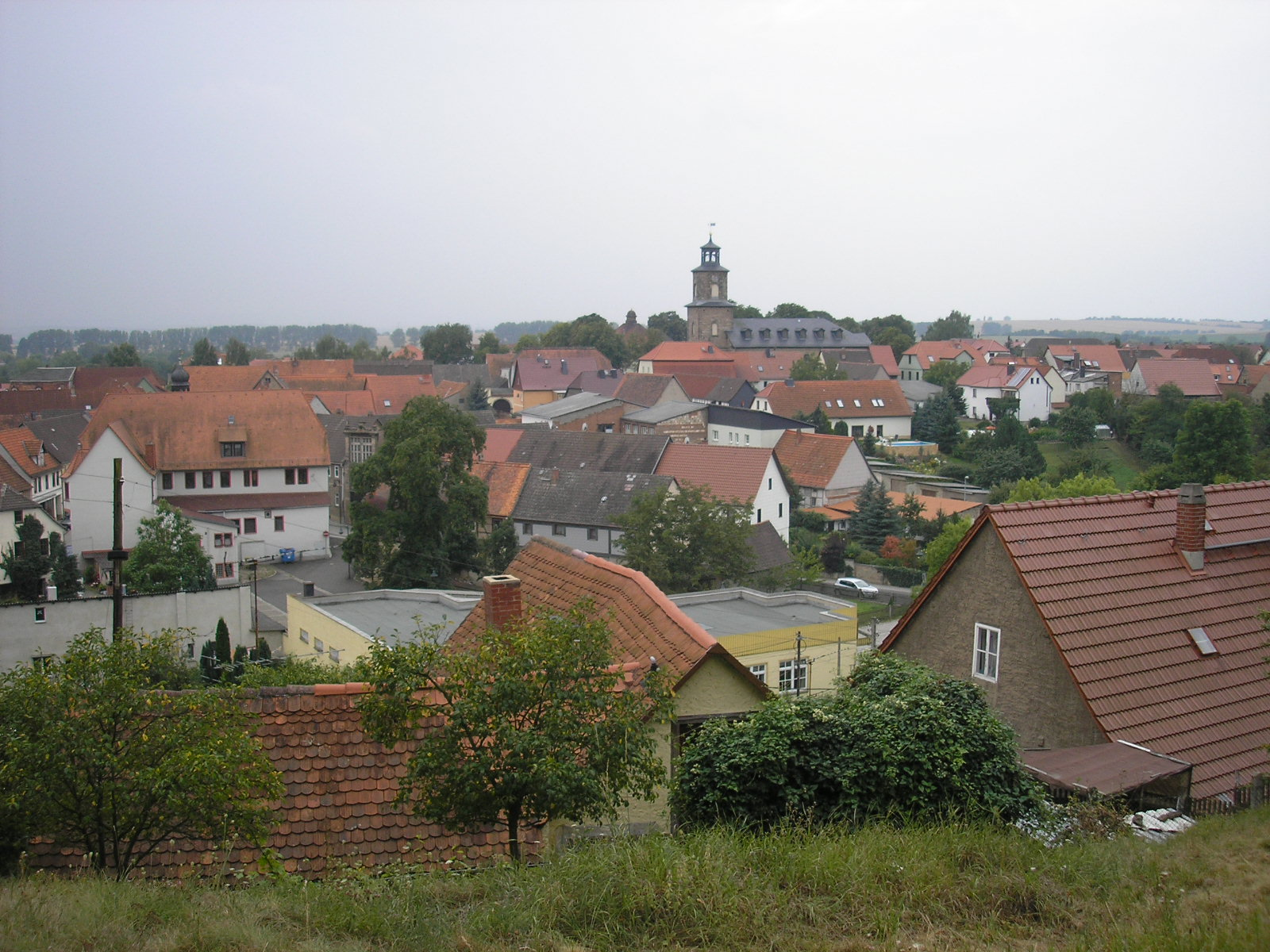
Stadtansicht vom Burgberg aus

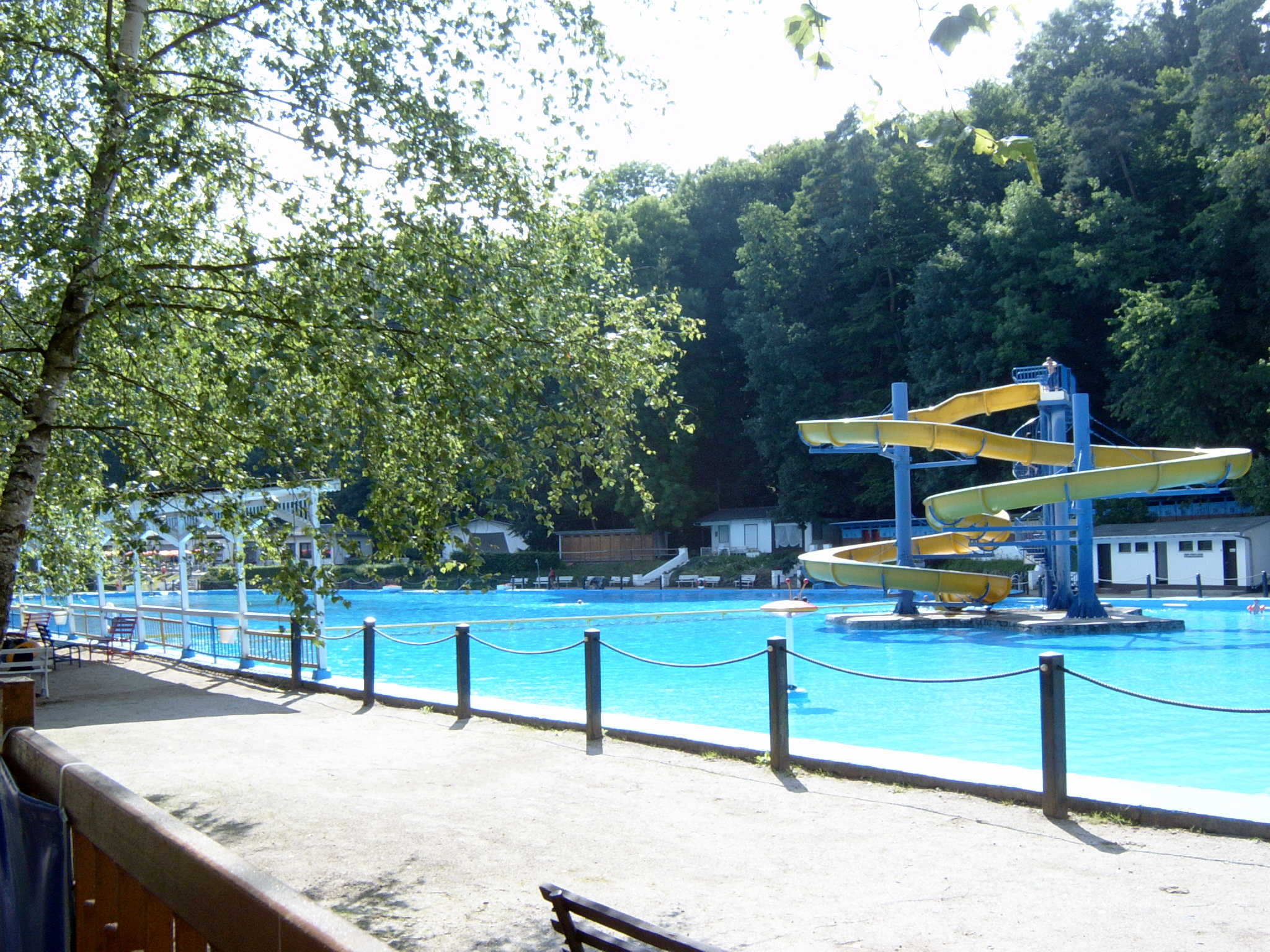
Waldschwimmbad

Die Ersterwähnung der Stadt findet sich bereits im Jahre 1070. In diese Zeit fällt vermutlich der Bau der Raspenburg durch die Ludowinger. Um die Erbauer der Burg gibt es widersprüchliche Angaben. Es ist anzunehmen, dass es die Söhne Ludwigs des Bärtigen, Ludwig der Springer oder dessen Sohn Heinrich Raspe waren. Die Burg lag nahe der Via Regia, der Handelsstraße Erfurt-Naumburg, und direkt an einer schon in vorgeschichtlicher Zeit genutzten Altstraße über die Finne, zu deren Schutz sie ursprünglich erbaut wurde. Sie stand um 1313 im Ruf einer Raubritterburg und wurde deshalb 1321 durch Friedrich den Gebissenen mit Hilfe der Mühlhäuser und Erfurter Kaufleute zerstört. In der Blütezeit der Burg existierte auch ein Nonnenkloster, das jedoch in der Reformationszeit aufgelöst wurde. Das erloschene, sich nach dem Ort benennende ritterliche Burgmannengeschlecht von Rastenberg wird urkundlich ab 1252 fassbar.
Die Burgruine wurde mit dem zugehörigen Landbesitz durch die Grafen von Orlamünde als wettinisches Lehen empfangen und teilweise erneuert. 1378 wurde das Dorf Rastenberg von den Wettinern zur Stadt erhoben. Am 28. Oktober 1464 bekam Rastenberg von den Söhnen des sächsischen Kurfürsten Friedrich der Sanftmütige, Ernst und Albrecht, das Stadtrecht nochmals ausdrücklich bestätigt. Bei den Landesteilungen von 1485 (Leipziger Teilung) und 1572 (Ernestinische Teilung) wurde Rastenberg der Ernestinischen bzw. Weimarer Linie zu eigen. Im 17. Jahrhundert gehörte Rastenberg zu dem Teil der Vogtei Brembach, der bei der Teilung 1662 beim Herzogtum Sachsen-Weimar verblieb und 1735 dem Amt Hardisleben angegliedert wurde. 1741 kam der Ort mit diesem zum Herzogtum Sachsen-Weimar-Eisenach. Die Orte des Amts Hardisleben gehörten seit 1817 zum Amt Buttstädt, welches 1850 im Verwaltungsbezirk Apolda des Großherzogtums Sachsen-Weimar-Eisenach aufging.
Zum Ende des Dreißigjährigen Krieges zählte Rastenberg 150 Haushaltungen und 545 Einwohner – dies war das Ergebnis einer Visitation am 12. Juli 1650. Die beiden bereits 1646 entdeckten eisenhaltigen Heilquellen erweckten beim damaligen Bürgermeister Hickethier die Hoffnung, in der Stadt einen Kurbetrieb eröffnen zu können, doch schon 1648 versiegten diese ersten Mineralquellen wieder – wahrscheinlich als Folge von Bauarbeiten. Mit neu erbohrten Quellen fand die Stadt bis 1822 ein gewisses Einkommen durch Badebetrieb. Zwischen 1907 und 1924 wurden Kalisalze in den nahegelegenen Kalischächten bei Billroda, Lossa und Bernsdorf abgebaut.
Am 29. März 1886 wurde die Weimar-Rastenberger Eisenbahn-Gesellschaft (WREG) gegründet. Die Schmalspurbahn Weimar-Rastenberg wurde vom 26. Juni 1887 bis zum 11. April 1946 betrieben. Ein Bahnhof mit Lokschuppen wurde in Rastenberg errichtet.
Weil sie Flugblätter verteilten, wurden der Vorsitzende der Ortsgruppe der Kommunistische Partei Deutschlands Willibald Pasche (1905–1943) sowie Frieda Kathe, Otto Kohlmann, Wilhelm Spangeberg und Frieda Respondek 1933 für kurze Zeit in „Schutzhaft“ genommen. 1934 wurde Pasche bei einer Übergabe von Geld, das er für „illegale Zwecke“ gesammelt hatte, verhaftet und wegen „Vorbereitung zum Hochverrat“ zu einem Jahr und sechs Monaten Zuchthaus verurteilt. Der bis dahin „Wehrunwürdige“ wurde 1943 zum Strafbataillon 999 eingezogen und fiel 1943 in Italien.
Während des Zweiten Weltkrieges mussten 280 Kriegsgefangene aus Frankreich, untergebracht in einem vergitterten Raum im Niedertor des Rittergutes, sowie Frauen und Männer aus Polen, der Sowjetunion, Serbien und Belgien Zwangsarbeit verrichten: im Rittergut Rothenberga, in der Mälzerei und bei anderen städtischen Betrieben und Handwerkern von Rastenberg, auf dem Stadtgut und im Staatsforst Revier Hardisleben.
Bis in die 1950er Jahre warb der Ort mit dem Spruch Sein Ruf uralt, Stahlquelle, Schwimmbad, Wald.

### Einwohnerentwicklung
Entwicklung der Einwohnerzahl (ab 1994 31. Dezember):
| - 1830: 1.037 - 1925: 2.057 - 1994: 3.028 - 1995: 3.033 - 1996: 3.055 - 1997: 3.070 | - 1998: 3.103 - 1999: 3.092 - 2000: 3.115 - 2001: 3.061 - 2002: 3.023 - 2003: 2.957 | - 2004: 2.877 - 2005: 2.864 - 2006: 2.780 - 2007: 2.769 - 2008: 2.741 - 2009: 2.735 | - 2010: 2.706 - 2011: 2.710 - 2012: 2.678 - 2013: 2.673 - 2014: 2.632 - 2015: 2.575 | - 2016: 2.478 - 2017: 2.495 - 2018: 2.486 - 2019: 2.482 - 2020: 2.493 - 2021: 2.497 |

## Kultur und Sehenswürdigkeiten

### Kulturdenkmale
In Rastenberg steht die Ruine der Raspenburg.
Die Altstadt von Rastenberg hat ebenfalls einige Attraktionen zu bieten. Unter vielen alten Gebäuden, wie dem Raspehaus in der östlichen Altstadt, sticht dabei besonders das im mittelalterlichen Stil errichtete Rathaus, welches 1565 erbaut wurde, heraus. Es zählt zu den schönsten Rathäusern Thüringens und ist im Inneren mit kunstvollen Wandgemälden zur Stadtgeschichte ausgestattet.
Ein weiteres Denkmal ersten Rangs weist die Rastenberger Altstadt mit der 1826 geweihten klassizistischen Stadtkirche Unserer Lieben Frauen auf, die samt ihrer Ausstattung und dem sie umgebenden Gebäudeensemble unter Schutz steht.
Umgeben wird die Altstadt von der 1711 erneuerten Stadtmauer, welche sich mit ihren zwei Wehrtürmen in einem erstaunlich gutem Zustand befindet.
Das denkmalgeschützte Waldschwimmbad Rastenberg wurde 1925 eingeweiht. Es hat eine Wasserfläche von 5000 m² und liegt in idyllischer Lage mitten im Hochwald. In den zum Museum umgebauten Umkleidekabinen wird anschaulich die Geschichte des Schwimmbads dargestellt.
Alle eingetragenen Kulturdenkmale nach dem Thüringer Denkmalschutzgesetz sind in der Liste der Kulturdenkmale in Rastenberg aufgeführt.

### Sonstiges
Das Heimatmuseum im Stadtzentrum klärt über die Lebensverhältnisse um 1900 auf.
Der die Stadt umgebende Wald ist von zahlreichen Wanderwegen durchzogen. Der Burgberg, Fuchsturm und Kapellenberg bieten gute Aussichten auf die Landschaft des Thüringer Beckens. Die Stadt plant, 5 % der Waldflächen aus der forstlichen Nutzung zu nehmen.
Einmal im Jahr lädt das traditionelle Kirschfest zum Feiern und Trödeln ein.
Rastenberg unterhält unter der Bezeichnung Raspedia eine kleine stadtbezogene Übersicht, primär zu Sehenswürdigkeiten.

## Städtepartnerschaften
- Leun in Hessen
- Rastenfeld in Österreich

## Wirtschaft und Infrastruktur

### Schulen und Bildungseinrichtungen
- Staatliche Grundschule Rastenberg
- Staatliche Regelschule Rastenberg (Wurde 2004 geschlossen. Der Regelschulbetrieb läuft nun über die RS Prof. Gräfe Buttstädt.)
- Stadtbibliothek Rastenberg
- Finneck-Gemeinschaftsschule „Maria Martha“

### Tourismus
Touristische Anziehungspunkte sind das Waldschwimmbad im historischen Stil und der oberhalb des Bades gelegene große Campingplatz mit einem originellen Campingkino sowie die zahlreichen abwechslungsreichen Wanderwege durch die Wälder in der Umgebung von Rastenberg.
Der Kurbetrieb, der Rastenberg im 19. Jahrhundert bekannt gemacht hatte, wurde mit dem Abriss des Kurhauses im Jahre 2005 bis auf Weiteres eingestellt.

## Persönlichkeiten

### Ehrenbürger
- Paul von Hindenburg (1847–1934), Generalfeldmarschall[12]

### Töchter und Söhne des Ortes
- Gerhard Hoffmann (1690–um 1756), Komponist und Bläser
- Johann Samuel Schröter (1735–1808), Theologe, Fossiliensammler und Paläontologe
- Rudolf Gross (1888–1955), Politiker, Abgeordneter im Reichstag (NSDAP)
- Hellmuth Vetter (1910–1949), Mediziner, der in verschiedenen nationalsozialistischen Konzentrationslagern Menschenversuche durchführte
- Heinz Volpert (1932–1986), Oberst des Ministeriums für Staatssicherheit
- Jochen Mehner (1934–2024), Flottillenadmiral der Bundesmarine und Unterabteilungsleiter im Bundesnachrichtendienst